# Сасік Артур Сергійович
Арту́р Сергі́йович Са́сік — віце-президент Донецької обласної федерації силових видів спорту, майстер спорту України з гирьового спорту, заслужений тренер України. Нагороджений почесною відзнакою «Союзу гирьового спорту України».
Старший викладач Донецького юридичного інституту МВС України, старший інспектор відділення планування навчального процесу.
З дружиною виховують доньку.

## Спортивні досягнення
На гирях вагою 32 кг,
- поштовх двох гир — 112 разів,
- ривок однієї гирі — 125 разів,
- поштовх довгим циклом — 63 рази за десять хвилин.

- Срібний призер Кубка України — 2010, 2011, 2012, 2013, 2014, 2016 та 2017 років,
- срібний призер чемпіонату України — 2011 рік.
- Чемпіон світу в естафеті — 2013 рік
- Двократний срібний призер чемпіонату Європи (двоборство, естафета) -2014 рік
- Призер Кубку світу — 2014 рік
- Бронзовий призер чемпіонату світу — 2014 рік.
- Срібний призер етапу Кубку світу — 2017 рік

## Як тренер
- підготував дев'ятьох майстрів спорту,
- трьох чемпіонів світу серед чоловіків,
- дворазового срібного призера світу серед чоловіків,
- чотирьох чемпіонів світу серед юніорів.